# Kamvete
Kamvete (Agropyron cristatum) är en gräsart som först beskrevs av Carl von Linné, och fick sitt nu gällande namn av Joseph Gaertner. Enligt Catalogue of Life ingår Kamvete i släktet kamveten och familjen gräs, men enligt Dyntaxa är tillhörigheten istället släktet kamveten och familjen gräs. Arten förekommer tillfälligt i Sverige, men reproducerar sig inte.

## Underarter
Arten delas in i följande underarter:
- A. c. baicalense
- A. c. balchikense

## Bildgalleri

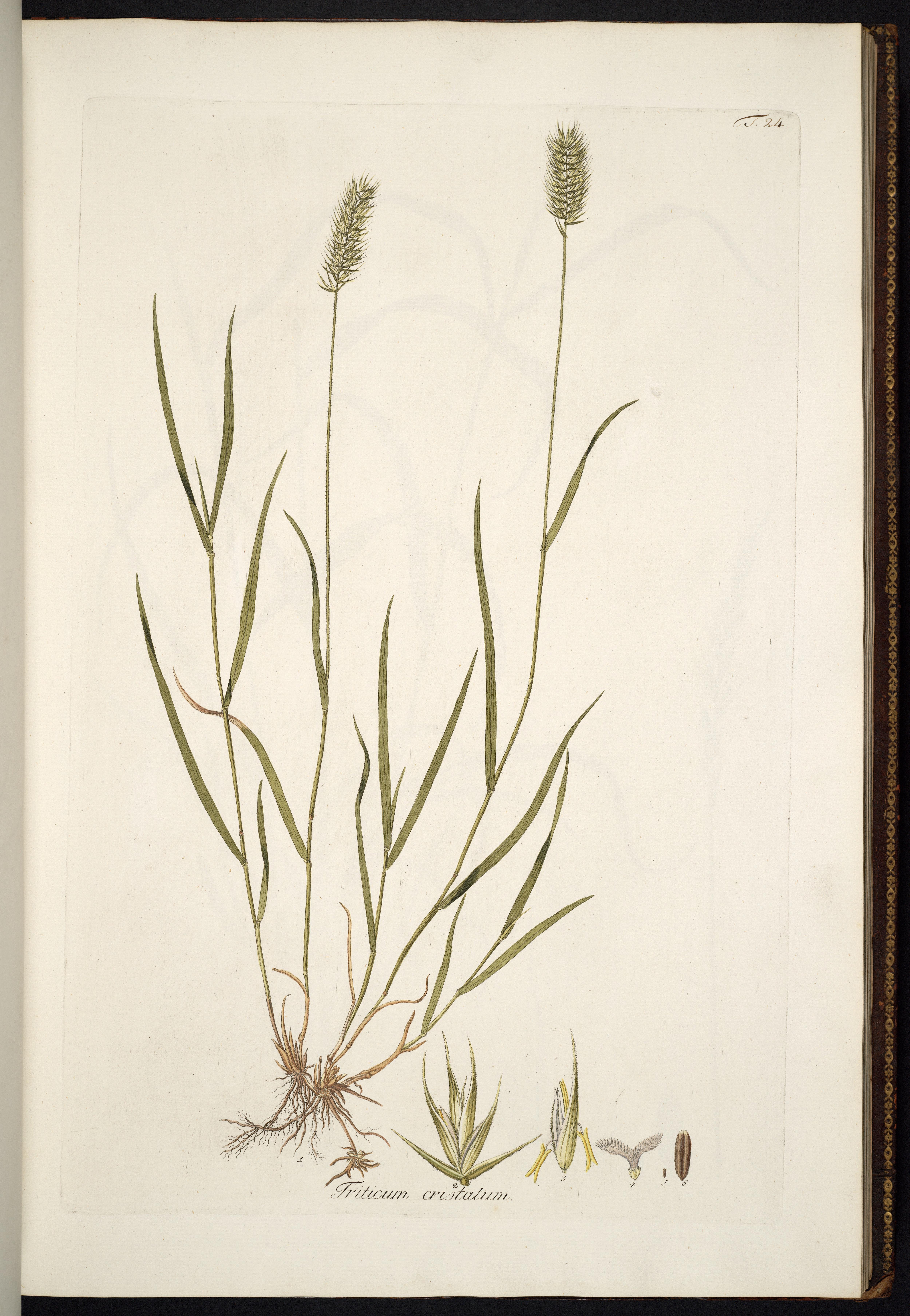
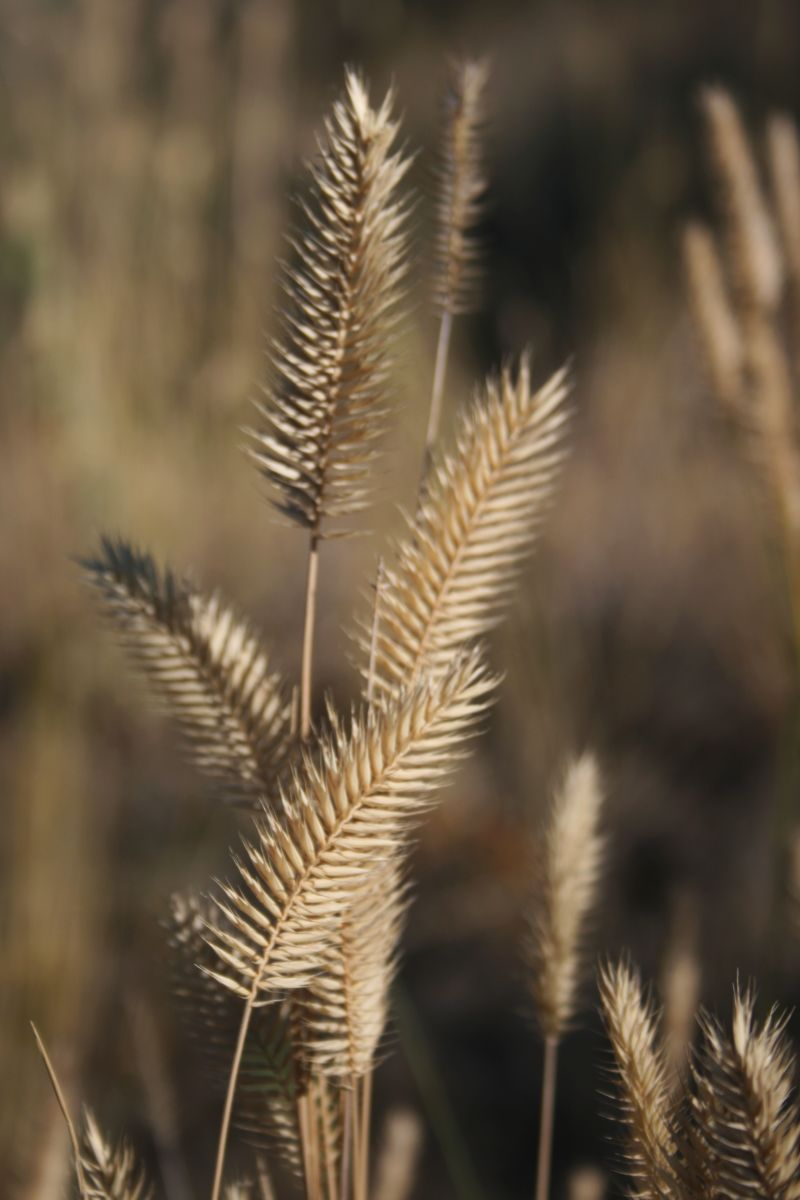
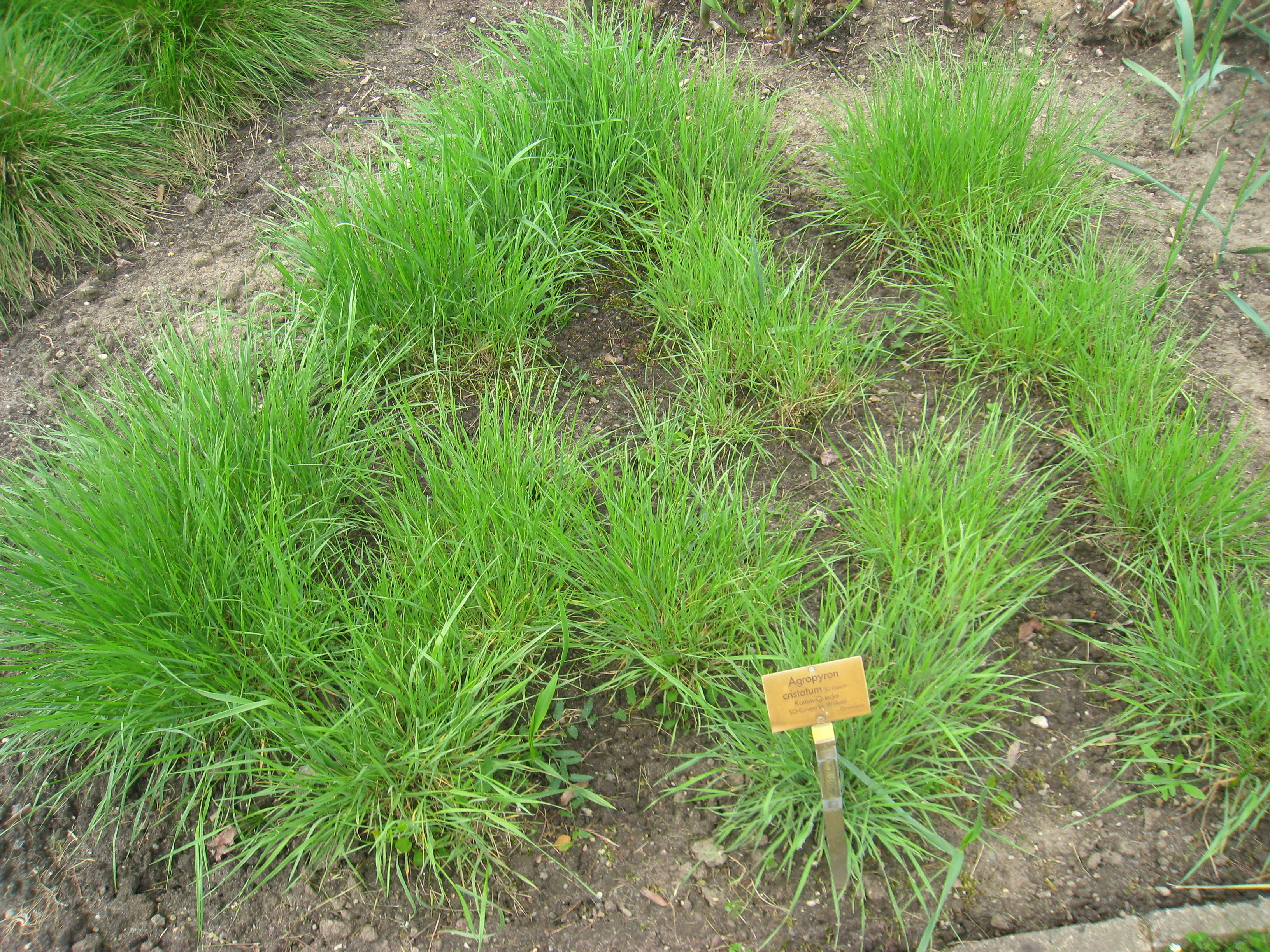
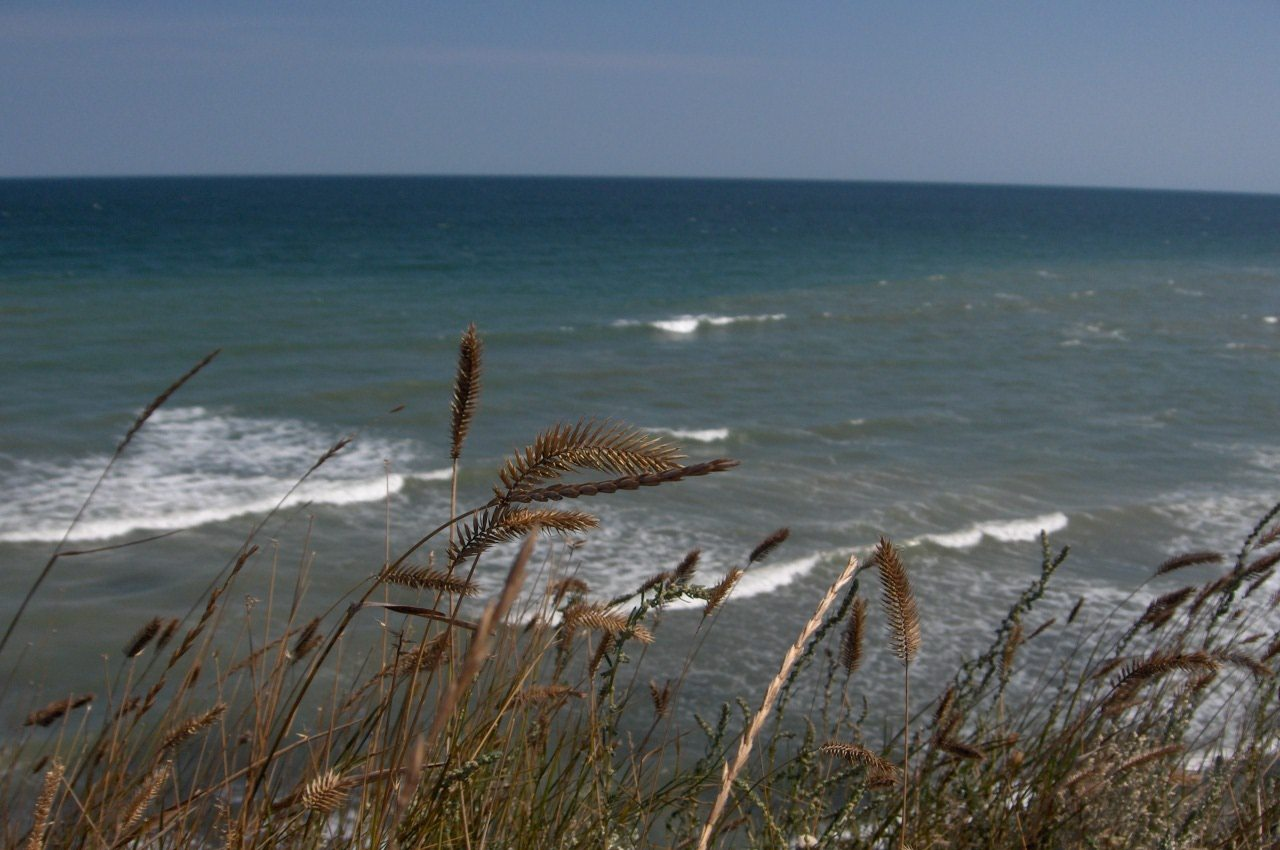
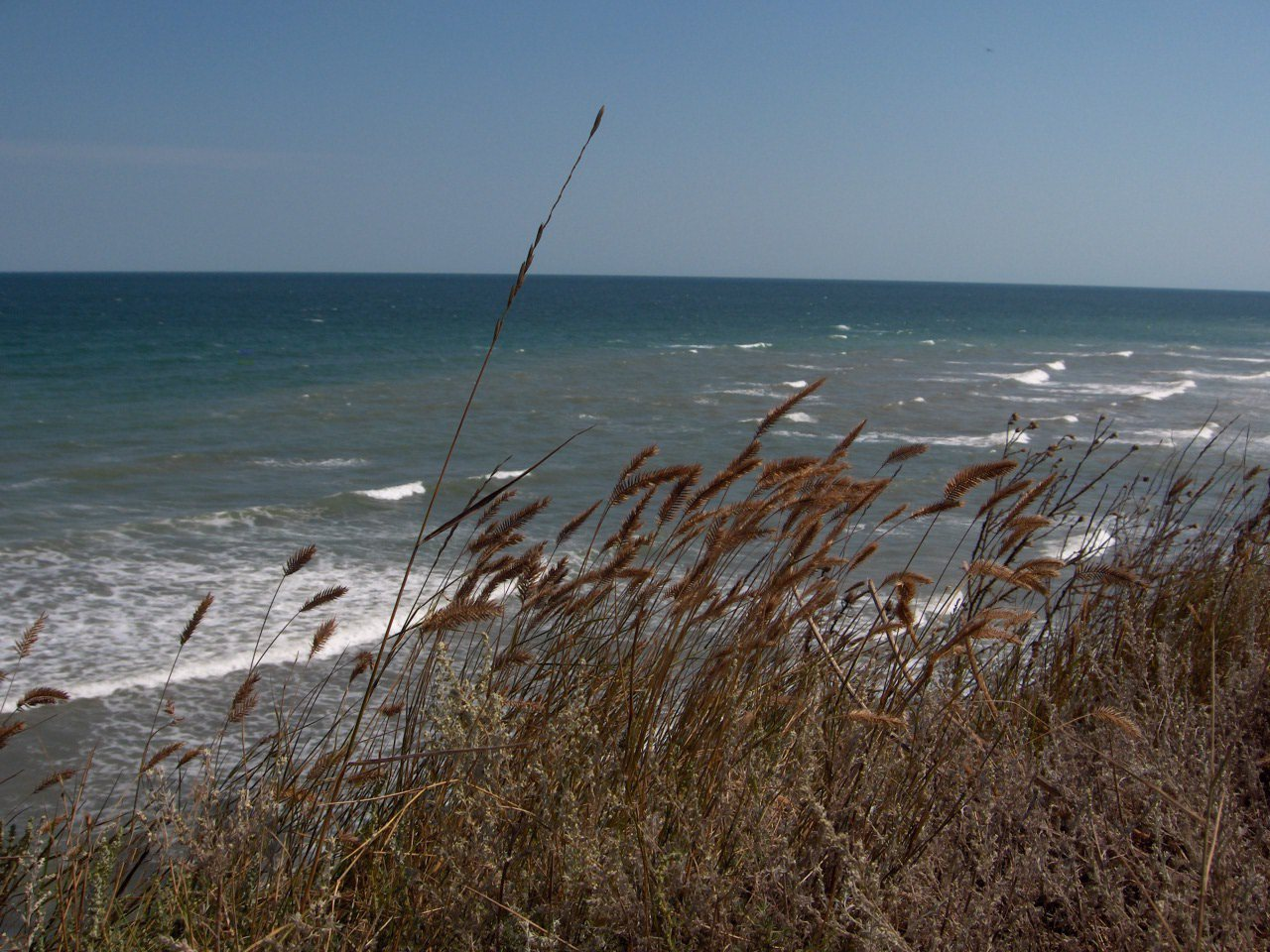
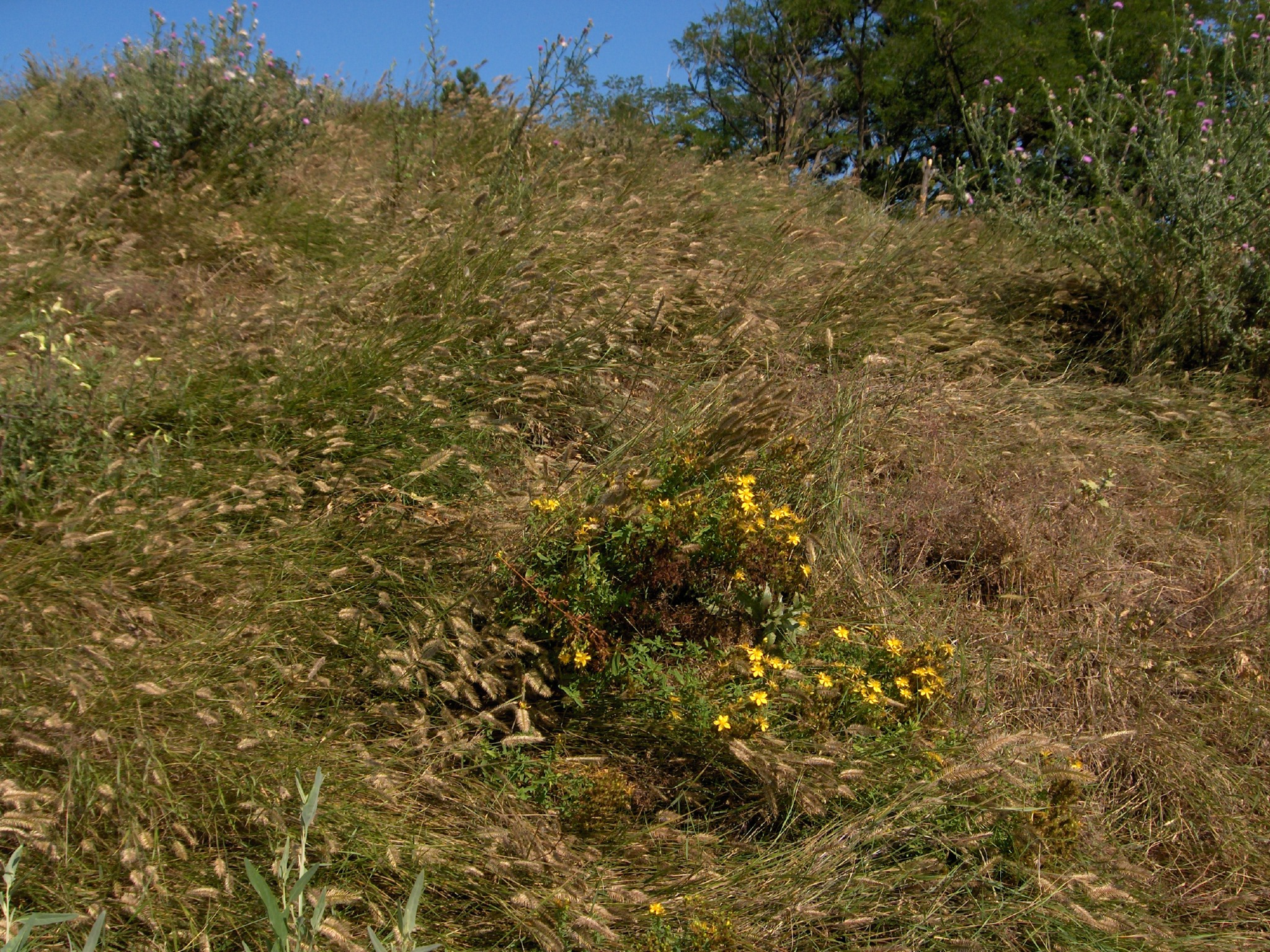